# Karl-Krampol-Weg
Der Karl-Krampol-Weg ist ein 81 Kilometer langer Wanderweg, der vom Oberpfälzer Waldverein betreut wird. Er ist nach dem ehemaligen Regierungspräsidenten der Oberpfalz Karl Krampol benannt.
Wer von Nürnberg auf dem Anton-Leidinger-Weg nach Amberg gewandert ist, kann seine Wanderung nach Osten auf dem Karl-Krampol-Weg fortsetzen. Der Karl-Krampol-Weg führt von Amberg nach Osten auf einsamen Waldwegen über die Ortschaften Nabburg, Guteneck, Schönsee nach Schwarzach an der tschechischen Grenze. Am Ziel des Karl-Krampol-Weges in Schwarzach kann man die Wanderung nach Osten auf dem Bayerisch-Böhmischen Freundschaftsweg bis nach Horšovský Týn in Tschechien ausdehnen.